# Xã Munson, Quận Stearns, Minnesota
Xã Munson (tiếng Anh: Munson Township) là một xã thuộc quận Stearns, tiểu bang Minnesota, Hoa Kỳ. Năm 2010, dân số của xã này là 1.466 người.